# تری لی (بازیکن فوتبال)
تری لی (انگلیسی: Terry Lee; ۲۰ سپتامبر ۱۹۵۲ – ۲۲ ژوئن ۱۹۹۶) بازیکن فوتبال اهل بریتانیا بود.
از باشگاه‌هایی که در آن بازی کرده‌است می‌توان به باشگاه فوتبال تورکی یونایتد، باشگاه فوتبال تاتنهام هاتسپر، و باشگاه فوتبال نیوپورت کانتی اشاره کرد.